# アントワーヌ・デュポン
- アントワン・デュポン

アントワーヌ・デュポン（Antoine Dupont、1996年11月15日 - ）は、トップ14スタッド・トゥールーザンに所属するラグビー選手。

## プロフィール
- フランス・ラヌメザン出身。
- ポジションはスクラムハーフ(SH)。
- 身長 174cm、体重 85kg
- U20フランス代表に選ばれたことがある[1]。
- フランス代表キャップは52（2024年7月現在）[2]
- ワールドカップ2019・2023のフランス代表[3][4]。
- 2024年パリオリンピックのフランス代表[4]。

## 略歴
カストルを経て、2017年、トゥールーズに加入。
2021年、フランス人としては10年前のティエリー・デュソトワール以来となるワールドラグビー男子15人制年間最優秀選手賞に選ばれた。
2024年、7人制ラグビーに挑戦。2024年パリオリンピックに出場し、優勝した。

## 受賞歴
- ワールドラグビー男子15人制年間最優秀選手賞：2021年[7]
- ワールドラグビー男子15人制ドリームチーム：2021年・2022年